# Administrateur des PTT
Les administrateurs des PTT étaient, en France, un corps de hauts fonctionnaires de l'État, créé en 1946 pour administrer les Postes, télégraphes et téléphones. La structure de ce corps est similaire à celle du corps des administrateurs civils. Ce corps ne recrute plus depuis que la réforme des PTT a transformé l'ancien ministère des PTT et créé deux exploitants publics appelés France Télécom et La Poste à compter du 1er janvier 1991.

## Histoire
Le corps des administrateurs des PTT est créé par le décret no 46-916 du 4 mai 1946. Leur statut est fixé par le décret no 68-268 du 21 mars 1968.

## Formation
Leur formation était assurée par l'École nationale supérieure des postes et télécommunications (ENSPTT) et elle comprenait  tout ou partie de la scolarité de l'École nationale d'administration (ENA) jusqu'au début des années 1990. Dans les années 1980, avec le changement de scolarité de l'ENA, les élèves de l'ENSPTT ne suivront que la seconde année de scolarité de l'ENA, sans suivre l'année de stage. Les administrateurs suivent alors un « cycle de perfectionnement qui est organisé à l'ENSPTT et peut comprendre une période de scolarité à l'ENA ». Après le changement de statut des opérateurs en 1991, le passage à l'ENA sera supprimé (après la promotion Condorcet 1990–1992 ?).

## Fonctions
Ils avaient initialement vocation d'occuper les postes de direction de l'administration des postes et télécommunications. Avec la libéralisation du secteur, ce corps a été mis en extinction par le décret no 2002-611 du 26 avril 2002. Les membres du corps en position d'activité dans les ministères ou les agences de régulation ont alors pu demander leur intégration dans le corps des administrateurs civils.